# Анніка Лурц
Анніка Лурц (нім. Annika Lurz, 6 вересня 1979) — німецька плавчиня.
Учасниця Олімпійських Ігор 2008 року.
Призерка Чемпіонату світу з водних видів спорту 2005, 2007 років.
Призерка Чемпіонату світу з плавання на короткій воді 2006 року.
Чемпіонка Європи з водних видів спорту 2006 року.
Призерка Чемпіонату Європи з плавання на короткій воді 2005 року.
Призерка літньої Універсіади 2005 року.